# カリーム・ストリート＝トンプソン
カリーム・ストリート＝トンプソン（Kareem Streete-Thompson、1973年3月30日 ‐ ）は、ケイマン諸島の元陸上競技選手。専門は走幅跳と短距離走。走幅跳では8m63の自己ベストを持つ、2001年リスボン世界室内選手権の銀メダリスト。100mでは9秒96の自己ベストを持つ、1999年セビリア世界選手権のファイナリスト（8位）である。
走幅跳と100mの両方でハイレベルな記録を持つ二刀流選手。走幅跳で8m50以上、100mで9秒台の自己ベストを持つ選手は、ストリート＝トンプソン以外にはアメリカのカール・ルイス（走幅跳で8m87、100mで9秒86）だけである。ストリート＝トンプソンはアメリカ生まれだが最初の18年間はケイマン諸島で過ごし、一時期はアメリカ代表を選択したこともあったが1999年に再びケイマン諸島代表を選んだ

## 経歴

### 1990年
8月、プロヴディフ世界ジュニア選手権の男子走幅跳で7m94をマークして3位に入り、全種目を通じてケイマン諸島勢初のメダルとなる銅メダルを獲得した。

### 1994年
7月4日、走幅跳で8m63（+0.5）の自己ベストをマーク。この記録はエリック・ウォルダー（8m74）とカール・ルイス（8m66）に次ぐ、1994年世界ランク3位の記録となった。

### 1995年
5月21日、走幅跳で8m56（+1.9）をマーク。この記録はイバン・ペドロソ（8m71）に次ぐ、1995年世界ランク2位の記録となった。

### 1997年
6月12日、100mで9秒96（+0.8）の自己ベストをマークし、初めて10秒の壁を突破した。

### 1999年
8月、セビリア世界選手権に出場すると、男子100m1次予選で10秒24（+0.2）、2次予選で10秒14（-0.6）、準決勝で10秒14（-0.7）と、3レース全てでケイマン諸島記録（当時）を樹立して決勝に進出した。シニアの世界大会初のファイナリストとなった決勝は、準決勝よりもタイムを落として10秒24（+0.2）の8位に終わった。

### 2000年
9月、シドニーオリンピックの男子走幅跳に出場するも、7m99（+0.3）で予選13位に終わった。

### 2001年
3月、リスボン世界室内選手権の男子走幅跳で8m16の自己ベストおよびケイマン諸島を樹立。イバン・ペドロソ（8m43）に次ぐ2位になり、全種目を通じてケイマン諸島勢初のメダルとなる銀メダルを獲得した。
8月、エドモントン世界選手権の男子走幅跳で決勝に進出するも、8m10の5位に終わった。

### 2002年
7月、コモンウェルスゲームズの男子走幅跳で7m89をマークして3位に入り、陸上競技以外の全競技も通じてケイマン諸島勢初のメダルとなる銅メダルを獲得した。

### 2004年
2月29日、室内60mで6秒56のケイマン諸島記録を樹立した。
3月、ブダペスト世界室内選手権の男子60mで準決勝に進出するも、6秒64の組6着で敗退し決勝には進出できなかった。
8月、アテネオリンピックの男子100mで2次予選に進出するも、10秒24（-0.2）の組5着で敗退し準決勝には進出できなかった。

## 自己ベスト
記録欄の（　）内の数字は風速（m/s）で、+は追い風、-は向かい風を意味する。
| 種目   | 記録          | 年月日        | 場所               | 備考                    |
| 屋外   | 屋外          | 屋外          | 屋外               | 屋外                    |
| ------ | ------------- | ------------- | ------------------ | ----------------------- |
| 100m   | 9秒96 (+0.8)  | 1997年6月12日 | インディアナポリス |                         |
| 200m   | 21秒48 (+1.3) | 2004年5月3日  | 静岡               |                         |
| 走幅跳 | 8m63 (+0.5)   | 1994年7月4日  | リンツ             | 1994年世界ランキング3位 |
| 室内   |               |               |                    |                         |
| 50m    | 5秒78         | 1999年2月13日 | ロサンゼルス       |                         |
| 60m    | 6秒53         | 1998年3月7日  | 前橋               |                         |
| 走幅跳 | 8m22          | 1996年2月12日 | 前橋               |                         |

### ケイマン諸島記録
| 種目   | 記録                 | 年月日                      | 場所                     | 備考                 |
| 屋外   | 屋外                 | 屋外                        | 屋外                     | 屋外                 |
| ------ | -------------------- | --------------------------- | ------------------------ | -------------------- |
| 100m   | 10秒14 (-0.7) (-0.6) | 1999年8月22日 1999年8月21日 | セビリア                 | 元ケイマン諸島記録   |
| 走幅跳 | 8m31                 | 2000年7月1日                | バート・ランゲンザツツァ | ケイマン諸島記録     |
| 室内   |                      |                             |                          |                      |
| 60m    | 6秒56                | 2004年2月29日               | ライプツィヒ             | 室内ケイマン諸島記録 |
| 走幅跳 | 8m16                 | 2001年3月11日               | リスボン                 | 室内ケイマン諸島記録 |

## 主な成績
備考欄の記録は当時のもの
| 年             | 大会                          | 場所               | 種目         | 結果         | 記録          | 備考                                                |
| ケイマン諸島   | ケイマン諸島                  | ケイマン諸島       | ケイマン諸島 | ケイマン諸島 | ケイマン諸島  | ケイマン諸島                                        |
| -------------- | ----------------------------- | ------------------ | ------------ | ------------ | ------------- | --------------------------------------------------- |
| 1987           | カリフタゲームズ (U17) (en)   | ポートオブスペイン | 走幅跳       | 優勝         | 6m91          |                                                     |
| 1988           | カリフタゲームズ (U17) (en)   | キングストン       | 走幅跳       | 優勝         | 7m06          |                                                     |
| 1988           | 世界ジュニア選手権            | サドバリー         | 100m         | 予選         | 11秒30 (-1.0) |                                                     |
| 1988           | 世界ジュニア選手権            | サドバリー         | 走幅跳       | 予選         | 6m84          |                                                     |
| 1989           | カリフタゲームズ (U17) (en)   | ブリッジタウン     | 100m         | 2位          | 10秒88        |                                                     |
| 1989           | カリフタゲームズ (U17) (en)   | ブリッジタウン     | 200m         | 3位          | 21秒9         |                                                     |
| 1989           | カリフタゲームズ (U17) (en)   | ブリッジタウン     | 走幅跳       | 優勝         | 7m83          |                                                     |
| 1990           | コモンウェルスゲームズ (en)   | オークランド       | 100m         | 2次予選      | 10秒89        |                                                     |
| 1990           | コモンウェルスゲームズ (en)   | オークランド       | 走幅跳       | 11位         | 7m53          |                                                     |
| 1990           | カリフタゲームズ (U20) (en)   | キングストン       | 走幅跳       | 優勝         | 7m94          |                                                     |
| 1990           | 中米カリブジュニア選手権 (en) | ハバナ             | 200m         | 4位          | 22秒41 (-0.9) |                                                     |
| 1990           | 中米カリブジュニア選手権 (en) | ハバナ             | 走幅跳       | 優勝         | 7m97 (+0.3)   | 大会記録                                            |
| 1990           | 世界ジュニア選手権            | プロヴディフ       | 走幅跳       | 3位          | 7m94 (-0.2)   | ケイマン諸島史上初の大会メダル                      |
| 1991           | 世界選手権                    | 東京               | 走幅跳       | 予選         | 6m99 (+0.3)   |                                                     |
| 1992           | 中米カリブジュニア選手権 (en) | テグシガルパ       | 100m         | 2位          | 10秒6 (0.0)   |                                                     |
| 1992           | 中米カリブジュニア選手権 (en) | テグシガルパ       | 走幅跳       | 優勝         | 7m57          |                                                     |
| 1992           | オリンピック                  | バルセロナ         | 100m         | 1次予選      | 10秒78 (-2.2) |                                                     |
| 1992           | オリンピック                  | バルセロナ         | 走幅跳       | 予選         | 7m39 (-0.5)   |                                                     |
| アメリカ合衆国 |                               |                    |              |              |               |                                                     |
| 1993           | ユニバーシアード (en)         | バッファロー       | 走幅跳       | 優勝         | 8m22w         |                                                     |
| 1995           | 世界選手権                    | ヨーテボリ         | 走幅跳       | 14位         | 7m43 (-2.1)   |                                                     |
| 1995           | グランプリファイナル (en)     | モナコ             | 走幅跳       | 2位          | 8m46          |                                                     |
| ケイマン諸島   |                               |                    |              |              |               |                                                     |
| 1999           | パンアメリカン競技大会 (en)   | ウィニペグ         | 走幅跳       | 2位          | 8m12          |                                                     |
| 1999           | 世界選手権                    | セビリア           | 100m         | 8位          | 10秒24 (+0.2) | 準決勝10秒14 (-0.7)：ケイマン諸島記録               |
| 1999           | 世界選手権                    | セビリア           | 走幅跳       | 予選         | 7m75 (+0.2)   |                                                     |
| 1999           | グランプリファイナル (en)     | ミュンヘン         | 走幅跳       | 7位          | 7m59 (+0.7)   |                                                     |
| 2000           | オリンピック                  | シドニー           | 走幅跳       | 予選         | 7m99 (+0.3)   |                                                     |
| 2001           | 世界室内選手権                | リスボン           | 走幅跳       | 2位          | 8m16          | 室内ケイマン諸島記録 ケイマン諸島史上初の大会メダル |
| 2001           | 中米カリブ選手権 (en)         | グアテマラシティ   | 走幅跳       | 優勝         | 7m97A         |                                                     |
| 2001           | 世界選手権                    | エドモントン       | 走幅跳       | 5位          | 8m10 (+0.7)   |                                                     |
| 2001           | グランプリファイナル (en)     | メルボルン         | 走幅跳       | 5位          | 7m87 (+0.8)   |                                                     |
| 2002           | コモンウェルスゲームズ (en)   | マンチェスター     | 走幅跳       | 3位          | 7m89 (+1.2)   | ケイマン諸島史上初の大会メダル                      |
| 2003           | 中米カリブ選手権 (en)         | セントジョージズ   | 4x100mR      | 8位          |               |                                                     |
| 2003           | 中米カリブ選手権 (en)         | セントジョージズ   | 走幅跳       | 優勝         | 8m12w         |                                                     |
| 2003           | 世界選手権                    | パリ               | 走幅跳       | 予選         | 7m87 (-1.0)   |                                                     |
| 2003           | パンアメリカン競技大会 (en)   | サントドミンゴ     | 4x100mR      | 予選         | 41秒10        |                                                     |
| 2003           | パンアメリカン競技大会 (en)   | サントドミンゴ     | 走幅跳       | 4位          | 7m96          |                                                     |
| 2004           | 世界室内選手権                | ブダペスト         | 60m          | 準決勝       | 6秒64         |                                                     |
| 2004           | オリンピック                  | アテネ             | 100m         | 2次予選      | 10秒24 (-0.2) |                                                     |
| 2004           | オリンピック                  | アテネ             | 走幅跳       | 予選         | 7m85 (+0.7)   |                                                     |
| 2006           | コモンウェルスゲームズ (en)   | メルボルン         | 100m         | 2次予選      | 10秒71 (-0.4) |                                                     |
| 2006           | コモンウェルスゲームズ (en)   | メルボルン         | 4x100mR      | 予選         | 40秒76        |                                                     |
| 2006           | 中米カリブ競技大会 (en)       | カルタヘナ         | 100m         | 準決勝       | 10秒47 (+1.8) |                                                     |